# Happier
"Happier" là bài hát của ca sĩ nhạc sĩ người Anh Ed Sheeran, nằm trong album phòng thu thứ ba của anh mang tên ÷ (2017). Sau khi album ra mắt, bài hát đạt vị trí thứ 6 trên UK Singles Chart. Bài hát trở thành đĩa đơn thứ năm trong alubm vào ÷ ngày 27 tháng 4 năm 2018.

## Sáng tác
Bài hát được Sheeran sáng tác cùng Ryan Tedder và Benny Blanco. Theo lời Sheeran, bài hát nói về việc nhìn nhận lại mối quan hệ, và dù có chút tức giận và cay đắng sau chia tay, anh vẫn phải thừa nhận rằng mối tình đầu của mình hạnh phúc hơn trong vòng tay người khác. Anh cho biết: "Tôi nhớ cô gái đầu tiên tôi yêu, người là chủ đề của album đầu tiên và thứ hai, hồi còn đi học. Và tôi nhớ anh chàng mà cô gặp và nghĩ, anh ta hợp với cô ấy hơn tôi nhiều. Chứng kiến họ bên nhau, chúng tôi chưa bao giờ như thế, không bao giờ là cặp đôi như vậy, không bao giờ hạnh phúc đến thế."
"Happier" được viết ở khóa đô trưởng với nhịp độ 90 nhịp một phút, nhịp 4
4.

## Ý kiến phê bình
Taylor Weatherby của Billboard cho rằng đây là "bài hát đau đớn nhất" và "có lẽ là một trong những bài hát hay nhất" trong album. Cô cũng đặc biệt chú ý tới sự giống nhau trong giai điệu của bài hát với "Stay with Me" của Sam Smith.

## Video
Video được đăng lên YouTube vào ngày 27 tháng 4 năm 2018.

## Xếp hạng
| Bảng xếp hạng (2017-18)                         | Vị trí cao nhất |
| ----------------------------------------------- | --------------- |
| Úc (ARIA)                                       | 16              |
| Áo (Ö3 Austria Top 40)                          | 20              |
| Bỉ (Ultratop 50 Flanders)                       | 38              |
| Bỉ (Ultratip Wallonia)                          | 11              |
| Canada (Canadian Hot 100)                       | 22              |
| Canada AC (Billboard)                           | 32              |
| Canada Hot AC (Billboard)                       | 40              |
| Cộng hòa Séc (Singles Digitál Top 100)          | 10              |
| Đan Mạch (Tracklisten)                          | 11              |
| Pháp (SNEP)                                     | 73              |
| Trường songid là BẮT BUỘC CHO BẢNG XẾP HẠNG ĐỨC | 16              |
| Hungary (Stream Top 40)                         | 20              |
| Ireland (IRMA)                                  | 5               |
| Ý (FIMI)                                        | 31              |
| Hà Lan (Dutch Top 40)                           | 27              |
| Hà Lan (Single Top 100)                         | 11              |
| Na Uy (VG-lista)                                | 22              |
| Philippines (Philippine Hot 100)                | 19              |
| Ba Lan (Polish Airplay Top 100)                 | 40              |
| Slovakia (Singles Digitál Top 100)              | 11              |
| Thụy Điển (Sverigetopplistan)                   | 9               |
| Anh Quốc (OCC)                                  | 6               |
| Hoa Kỳ Billboard Hot 100                        | 59              |

| Bảng xếp hạng (2017)                 | Vị trí |
| ------------------------------------ | ------ |
| Úc (ARIA)                            | 99     |
| Đan Mạch (Tracklisten)               | 79     |
| Thụy Điển (Sverigetopplistan)        | 58     |
| UK Singles (Official Charts Company) | 68     |

## Chứng nhận
| Quốc gia | Chứng nhận  | Số đơn vị/doanh số chứng nhận |
| --- | ----------- | ----------------------------- |
| Úc (ARIA) | 2× Bạch kim | 140.000‡                      |
| Canada (Music Canada) | 2× Bạch kim | 0‡                            |
| Đan Mạch (IFPI Đan Mạch) | Vàng        | 45.000‡                       |
| Pháp (SNEP) | Vàng        | 75.000‡                       |
| Ireland (IRMA) | 2× Bạch kim | 30.000^                       |
| Ý (FIMI) | Vàng        | 25.000‡                       |
| New Zealand (RMNZ) | Bạch kim    | 30.000‡                       |
| Thụy Điển (GLF) | Bạch kim    | 40.000‡                       |
| Anh Quốc (BPI) | Bạch kim    | 600.000‡                      |
| Hoa Kỳ (RIAA) | Vàng        | 500.000‡                      |
| * Chứng nhận dựa theo doanh số tiêu thụ. ^ Chứng nhận dựa theo doanh số nhập hàng. ‡ Chứng nhận dựa theo doanh số tiêu thụ và phát trực tuyến. |             |                               |

## Lịch sử phát hành
| Khu vực  | Ngày                | Định dạng              | Hãng đĩa | Nguồn  |
| -------- | ------------------- | ---------------------- | -------- | ------ |
| Úc       | 27 tháng 4 năm 2018 | Contemporary hit radio | Warner   | [ 42 ] |
| Ý        | 27 tháng 4 năm 2018 | Contemporary hit radio | Warner   | [ 43 ] |
| Anh Quốc | 27 tháng 4 năm 2018 | Contemporary hit radio | Warner   | [ 44 ] |